# Западноафриканские червяги
Западноафриканские червяги (лат. Herpele) — род земноводных из семейства Herpelidae отряда безногих (Gymnophiona). Внешне похожи на крупных дождевых червей. Включает 2 вида.
Они являются эндемиками Центральной и Западной Африки (от юго-восточной Нигерии на востоке до Центрально-Африканской Республики на запад и юго-западной Демократической Республике Конго, возможно, встречаются и в Анголе).
По крайней мере, желтоточечная червяга, вероятно, яйцекладуща и ухаживает за потомством: молодь кормится выделениями на коже матери.

## Классификация
В род включают 2 вида:
- Herpele multiplicata Nieden, 1912 — Многокольчатая червяга[1]
- Herpele squalostoma (Stutchbury, 1836) — Желтоточечная червяга